# 미얀마-태국 관계
미얀마-태국 관계는 미얀마 (버마로도 알려짐)와 태국 간의 현재 및 역사적 관계를 말한다. 미얀마는 방콕에 대사관을 두고 있으며, 태국은 양곤에 대사관을 두고 있다. 최근 수십 년 동안 미얀마와 태국의 관계는 주로 경제 문제와 교역에 초점을 맞추어 왔다. 미얀마-태국 관계는 협력, 갈등, 정치적 책략의 시기를 거친 길고 복잡한 역사에 의해 형성되어 왔다. 양국은 문화적, 종교적, 지정학적 이해를 공유해왔으나, 그들의 상호작용은 종종 경쟁과 영토 분쟁으로 특징지어져 왔다. 미얀마와 태국 사이에는 세 개의 분쟁 도서를 둘러싼 산발적인 갈등이 존재한다.

## 문화적 관계

### 태국 민족주의
태국 민족주의는 태국이 미얀마를 바라보는 방식에 있어 중요한 역할을 한다. 외세의 지배를 거부하고 독립된 국민국가로 존재한다는 태국 민족주의의 개념은, 버마를 역사적 침략자로 위치시키는 서사 속에서 강하게 공명한다. 시암과 버마 왕국 간의 역사적 갈등과 1767년 아유타야의 함락은 태국 담론에서 이러한 인식을 형성하는 데 기여하였다. 《나레수안 왕》, 《수리요타이》, 《방라잔》 등 역사적 전쟁을 다룬 태국 영화들은 애국심을 고취하기 위해 이러한 갈등을 영웅적으로 묘사하였다. 담롱 라차누팝의 저서 《버마와의 전쟁사》는 "버마인을 태국 민족의 적으로 인식하도록 대중화하는 데 책임이 있으며", 태국인의 버마인에 대한 시각을 형성하는 데 중요한 역할을 했다. 최근 들어 태국인들은 버마와 관련한 자국의 역사 이해를 재검토하기 시작하였다.

## 정치적 관계
최근 아피싯 웨차치와 총리는 정치적 변화를 장려하는 대화가 태국의 우선순위이지만, 경제 제재를 통해서는 아니라고 분명히 했다. 그는 또한 사이클론 나르기스의 여파로 피해를 입은 사원들을 재건할 것임을 분명히 했다. 그러나 구금된 야당 지도자 아웅산 수 찌를 둘러싸고 긴장이 있었으며, 태국은 그녀의 석방을 요구했다. 그녀는 2010년에 석방되었다.

### 분쟁 지역
2020년 현재, 안다만해에 위치한 세 섬의 영유권은 여전히 분쟁 중이다. 1982년 2월에 체결된 기존 합의는 끙가 섬 (꼬 람), 꼬 캄, 꼬 끼 녹의 끄라부리강 (빡찬강) 하구에 위치한 세 섬의 지위를 미정으로 남겨두었다. 이후 1985년, 1989년, 1990년에 진행된 협상에서도 진전은 없었다. 양측은 해당 섬들을 "무주지"로 지정하였다. 이 지역에서의 지속적인 긴장은 1998년, 2001년, 2003년, 2013년에 소규모 충돌로 이어졌다.

### 2025년 미얀마 지진
2025년 4월, 미얀마 중부에서 대규모 지진이 발생하여 최소 3,085명이 사망하고 4,700명 이상이 부상을 입었으며, 여전히 많은 이들이 실종 상태에 있다. 이 재해로 태국에서도 21명이 사망하였다. 지속되는 내전과 구호 지원의 어려움 속에서, 미얀마 군정 지도자 민 아웅 흘라잉은 국제 제재에도 불구하고 4월 3일, 방콕에서 열린 벵골만 연안국 정상회의에 참석하기 위해 태국을 방문하였다. 개최국 태국은 이번 재해에 관한 공동 성명을 제안하였다. 군정은 구호 활동을 원활히 하기 위해 일시적인 휴전을 선언했으나, 이전의 교전과 미얀마군이 중국 홍십자회 구호 차량을 공격한 사건으로 상황은 복잡해졌다. 이번 위기는 우기 도래를 앞두고 인도주의 단체들과 유엔이 제기한 무제한적 구호 접근 요구를 더욱 고조시켰다.